# Jaszczurka żyworodna
Jaszczurka żyworodna, żyworódka (Zootoca vivipara) – gatunek jaszczurki z rodziny jaszczurek właściwych (Lacertidae).

## Systematyka
Młynarski umieszczał jaszczurkę żyworodną w rodzaju Lacerta. Umieszczenie gatunku w rodzaju Zootoca polega na pracy Mayera i Bischoffa z 1996.
W języku polskim prócz nazwy „jaszczurka żyworodna” funkcjonuje również termin „żyworódka”. Po angielsku określa się ją analogicznie „viviparous lizard” albo też „common lizard”.
Gatunek obejmuje wiele zróżnicowanych linii. Być może niektóre z nich zasługują na status oddzielnych gatunków.
The Reptile Database wyróżnia trzy podgatunki Zootoca vivipara:
- Zootoca vivipara louislantzi Arribas, 2009
- Zootoca vivipara pannonica (Lac & Kluch, 1968)
- Zootoca vivipara vivipara (Lichtenstein, 1823)

## Budowa ciała

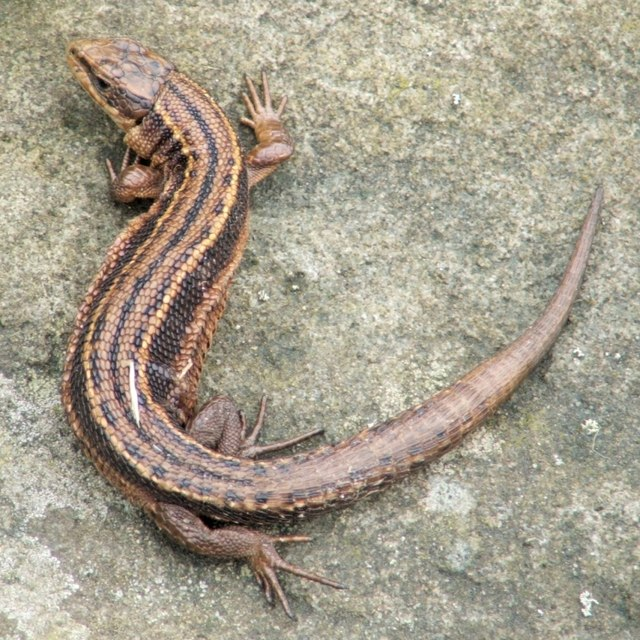
Samica sfotografowana w Wielkiej Brytanii. Widać pośrodkową ciemną wstęgę przebiegającą na grzbiecie

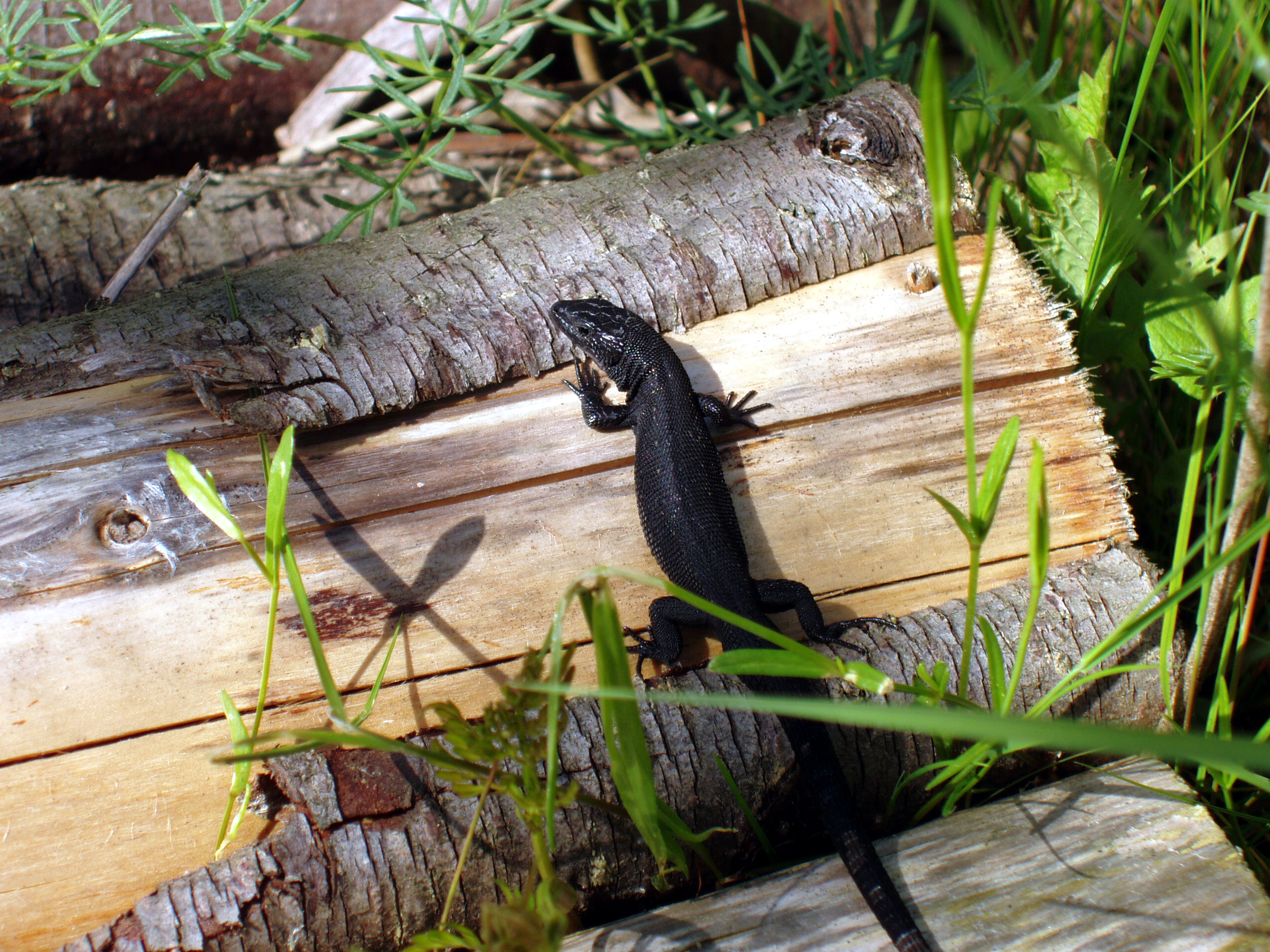
Osobnik melanotyczny sfotografowany w maju 2004 w Schlemmin w gminie Bernitt w Meklemburgii-Pomorzu Przednim

Jaszczurka żyworodna nie należy do dużych gadów – osiąga długość do 14 lub 16 cm. Około 9,5 cm przypada na ogon.
Ubarwienie grzbietu nie wykazuje dostrzegalnych różnic w zależności od płci. Jest zwykle brunatne, ciemnobrązowe, jasnobrązowe, szarobrązowe, szare; Młynarski zauważa, że ciemniejsze niż u jaszczurki zwinki. Dalej opisuje on plamki i kropki tworzące wstęgi. Smugi są ciemniejsze od tła, podczas gdy plamki zarówno ciemne, jak i żółtawe. Ciemna podłużna pręga biegnie pośrodkowo. Niekiedy nie jest ona ciągła, ale tworzona przez drobniejsze plamy. Sprawia wrażenie delikatnej. Obok niej leżą plamki barwy jasnej lub ciemnej, porozrzucane nieregularnie albo regularnie ułożone. Ciemne, szerokie smugi i smugi jasne lub pojedyncze ciemne plamki o jasnych centrach, położone nad tymi ciemnymi, zdobią również boki ciała, zazwyczaj ciemniejszej barwy od grzbietu. Inaczej wygląda brzuszna strona ciała. W przeciwieństwie do grzbietowej wykazuje ona dymorfizm płciowy w barwie. Mianowicie u samic zabarwiona jest na biało, żółtawo, szaro lub pomarańczowo, nieraz z nieznacznym plamkowaniem. Jeśli już występuje, ogranicza się zwykle do tylnej części brzucha. U samców natomiast brzuszna powierzchnia ciała przyjmuje kolor pomarańczowożółty. Przybierając barwy od żółci do pomarańczu, a nawet barwy pomarańczowoczerwonej, w porze godowej pokrywa się on dodatkowo czarnym deseniem. Samiec nosi takie barwy na brzuchu, spodniej stronie ogona i kończyn. Wyróżnia go też podgardle: bladoniebieskawe, białawe czy jasnoczerwone. Często spotyka się okazy melanotyczne, bardzo ciemne do całkiem czarnych. Widuje się je często w Tatrach. Wyróżniają się również osobniki młode. Ich grzbiet przyjmuje kolor ciemnobrunatny do czarnobrunatnego. Wykazuje również brązowy połysk. Także brzuszna strona ciała różni ich od dorosłych jaszczurek. Widnieją tam barwy ciemnoszara, niebieskawoczarna czy zielonkawoczarna. Dopiero w trzecim roku swego życia wykształcają ubarwienie dorosłych jaszczurek.
Głowę zwierzęcia zdobią wyraźne tarczki. Okolica skroniowa, w odróżnieniu od innych jaszczurek polskich, wytwarza drobne łuseczki, a nie tarczki. Grzbiet pokrywają drobne łuski z kilkami.
Zwierzę cechuje się delikatną, krępą budową ciała, w kształcie lekko walcowatego.
Głowa osiąga niewielkie rozmiary. Nie stwierdza się przewężenia szyjnego. Tułów jest wydłużony. Ogon określa się jako gruby, nieproporcjonalny w stosunku do reszty ciała, silny. Kończy się szpicem.
Kończyny są krótkie.

## Fizjologia
Z. vivipara ustępuje szybkością ruchów jaszczurce zwince. Wydaje się bardziej od niej ociężała, ruszając się niezbyt szybko. Z drugiej strony posiada umiejętność pływania.
Potrafi odłamać swój ogon. Narząd ten następnie odrasta.

## Tryb życia
Jaszczurka żyworodna prowadzi dzienny tryb życia.
Przebudzenie ze snu zimowego może nastąpić nawet w lutym, zazwyczaj jednak letarg kończy się w marcu.
Gody w Europie Środkowej zaczynają się niekiedy pod koniec kwietnia, w maju lub na początku czerwca. Na północy mogą odbywać się jesienią. Samce dokonują wtedy starań o zdobycie samicy. Jaszczurka żyworodna rozmnaża się właściwie nie przez żyworodność, ale przez jajożyworodność, choć niektóre źródła określają ją jako żyworodną. Ciąża trwa 3 miesiące. Gdy się kończy, w lipcu czy raczej w sierpniu matka wydaje na świat od kilku do kilkunastu młodych. Ich liczba mieści się zwykle w przedziale od 3 do 10 lub 11. W chwili składania jaj młode jaszczurki rozrywają ich osłonki. Poza wielkością nie różnią się znacząco od osobników dorosłych. W północnej części zasięgu występowania mogą one przyjść na świat dopiero w następnym roku, wiosną. Taki stan rzeczy jest typowy dla większości obszaru występowania jaszczurki żyworodnej. Rozród odbywa się inaczej w Hiszpanii, pobliskiej części Francji, we Włoszech, w Austrii i w Słowenii. Tam samica składa jaja – od 1 do 13 sztuk. Dostrzega się tu zależność pomiędzy sposobem wydawania na świat potomstwa a klimatem: na północy i na dużych wysokościach dominuje żyworodność, jajorodność zaś na południu.
W październiku, z nastaniem przymrozków, żyworódka udaje się na sen zimowy.

## Ekologia
Pożywienie jaszczurki żyworodnej stanowią owady, dżdżownicowate, ślimaki nagie, pająki, wije, stonogi i inne bezkręgowce.
Zasiedla środowiska bardzo zróżnicowane, w tym wilgotne. Można tu wymienić wilgotne łąki, torfowiska, zwłaszcza wysokie. Wedle innych źródeł żyje przede wszystkim w lasach. Żyje też w wilgotnych, najlepiej widnych lasach, na skrajach cienistych lasów, na małych słabo nasłonecznionych polankach, często nad wodami, na brzegach lasów, na wilgotnych terenach porosłych roślinnością krzewiastą, na zakrzewionych skarpach, na łąkach i innych terenach trawiastych, w okolicach strumieni, zwłaszcza silnie zarosłych. Zajmuje też wybrzeża morskie, zarówno klifowe, jak i z piaszczystymi wydmami. Zamieszkuje też wysokie góry. Jaszczurka ta zajmuje tereny położone od poziomu morza aż do wysokości 2900 m nad nim, a wedle niektórych źródeł nawet 3000. Lubi siedliska górskie. Rekordową wysokość osiąga w Bułgarii. W polskich górach występuje najczęściej w piętrze dolnego regla, lecz sięga aż do pasa kosodrzewiny, do wysokości 1700 m. Jest najpospolitszym gadem tatrzańskim. W Karpatach w ogóle osiąga 2400 m. Spotyka się ją również na żywopłotach i w ogrodach wiejskich. Unika terenów suchych.
Zwraca uwagę zajmowanie przez jaszczurkę żyworodną siedlisk chłodnych i wilgotnych. Wśród gadów podobne habitaty zajmuje tylko żmija zygzakowata. Za adaptację do takich siedlisk uznaje się jajożyworodność zwierzęcia.
W razie poczucia zagrożenia jaszczurka ta chowa się w naturalnych kryjówkach. Schronić się może pod korą drzew, między korzeniami czy kamieniami, a nawet na dnie zbiorników wodnych, jeśli nie są głębokie.

## Rozmieszczenie geograficzne
Jaszczurka żyworodna posiada niezwykle szeroki zasięg występowania. Obejmuje on większą część kontynentu europejskiego i północną Azję. Na zachodzie sięga Wielkiej Brytanii i Irlandii, jednak populacje zamieszkujące Wyspy Brytyjskie są pofragmentowane. Na wschodzie dociera aż do Hokkaido w Japonii, a nieraz podaje się również północną Mongolię i Sachalin. Północna granica zasięgu tej jaszczurki w Europie przebiega w Skandynawii, osiągając 70°N i Przylądek Północny. Zamieszkując wybrzeża Morza Barentsa i Morza Arktycznego najdalej z gadów sięga na północ. Południowa granica ciągnie się przez środkową Francję, południowy wschód Austrii i północne Włochy, by wstąpić dalej w Góry Dynarskie w obrębie Słowenii, Chorwacji, Bośni i Hercegowiny, Czarnogóry i Albanii na północy kraju, następnie zaś przebiega zachodnimi Węgrami, południową i środkową Rumunią, północną Mołdawią i środkową Ukrainą.
Prócz głównego zasięgu występowania Międzynarodowa Unia Ochrony Przyrody (IUCN) wymienia również izolowane populacje żyjące na południowym zachodzie Francji, w północnej Hiszpanii, na zachodzie Bułgarii, w Serbii oraz na południowym wschodzie i południowym zachodzie Macedonii.
Prócz wyżej wymienionych IUCN podaje obecność gada w następujących państwach: Białoruś, Belgia, Chiny, Czechy, Dania, Estonia, Finlandia, Holandia, Litwa, Luksemburg, Łotwa, Niemcy, Norwegia, Polska, Rosja, Słowacja, Szwajcaria, Szwecja.
W Polsce żyworódka jest pospolita na terenie całego kraju, zwłaszcza w terenach górskich i podgórskich. Zastępuje w nich zwinkę. Uważa się ją za najpospolitszego gada w Tatrach polskich.

## Zagrożenia i ochrona
Gatunek lokalnie jest bardzo pospolity. Na niektórych terenach jego liczebność ulega spadkowi. Sytuacja taka ma miejsce chociażby w Holandii czy Wielkiej Brytanii. Istnieją również miejsca, gdzie prawie wyginął. Należą do nich nizinne tereny we Włoszech. W sumie całkowita liczebność gatunku spada.
Istnieją tylko miejscowe zagrożenia dla jaszczurki żyworodnej. Chodzi tutaj przede wszystkim o stratę środowiska naturalnego. Wynika ona z intensyfikacji rolnictwa, procesów urbanizacyjnych czy rozwoju turystyki, w tym w regionach górskich.
Międzynarodowa Unia Ochrony Przyrody przyznaje jaszczurce żyworodnej status LC (Least Concern, czyli najmniejszej troski). Obejmuje ją aneks II do konwencji berneńskiej, jak też aneks IV do dyrektywy siedliskowej Unii Europejskiej.
Poza tym Z. vivipara podlega ochronie prawnej w części swego zasięgu występowania. Chroni ją między innymi Szwajcaria. Dodatkowo zwierzę zamieszkuje liczne tereny chronione.
W Polsce podlega częściowej ochronie gatunkowej.